# Бажбеук-Меліков Олександр Олександрович
Олександр Олександрович Бажбеук-Меліков (Бажбеук-Мелікян; 1891—1966) — радянський живописець, художник і колорист армянського походження, заслужений художник Грузинської ССР (1961).
У 1906-10 роках Бажбеук-Меліков навчався у тифліському Мистецькому училищі, а з 1911 року в петербурзькой Академії Мистецтв. У 1922—1929 роках він викладав у Народній мистецький студії М. І. Тоїдзе, з 1929 по 1938 рік у тбіліській Академії Мистецтв.

## Біографія
Олександр Олександрович Бажбеук-Меліков народився в Тифлісі в 1891 році в сім'ї службовця. Бажбеук-Мелікові були корінними тбілісцями.
У 1903 році Бажбеук-Меліков після відвідин вечірніх занять художньої школи вступає до Училища живопису і скульптури Кавказького Товариства заохочення мистецтв.
У 1910 році Олександр Олександрович їде в Москву, де навчається в студії художника В. Н. Мєшкова, і потім переїжджає до Петербурга і вступає до Академії мистецтв.
У 1913 році Бажбеук-Меліков призивається в армію, а з 1914 по 1918 р. знаходиться на фронті в Одеському Окрузі. 
В 1917 р. він повертається в Тбілісі, і цей рік став початком його самостійної художньої діяльності.
З 1922 по 1929 рр. Бажбеук-Меліков викладає в студії М. Тоїдзе і до 1937 р. — в Академії мистецтв Грузії.
Його картини виставлялися:
- 1918 — разом з грузинським художником Ладо Гудіашвілі, в Тифлісі
- У 1935 р. в Єревані
- У 1968 р.- посмертна виставка — в Тбілісі, Москві та Єревані.

Остання виставка стала «відкриттям» творчості Олександра Олександровича відвідувачам, які відчули «несподіванку ненавмисної Радості», що виходить із його творів.
Бажбеук-Меліков жив з родиною, що складається, крім нього, з трьох осіб в одній кімнаті, яка служила йому водночас майстернею, спальнею і кухнею. Але важкі матеріальні і побутові умови не позначилися на його творчості. Незважаючи ні на що, він невпинно працював, вважаючи, що митцю, крім фарб і полотна — нічого не потрібно. Поглинений творчою роботою, художник міг перенести будь-які труднощі.
Все життя художника проходило у важких матеріальних нестатках, чому в значній мірі виною був сам художник. Він насилу розлучався зі своїми роботами, навіть якщо їх купували музеї. Створюючи свої картини з великими творчими потугами, він любив їх і розставання з ними було болісно.
Думки,  почуття Бажбеук-Мелікова були поглинені мистецтвом. Життя поза мистецтва для нього не існувало. Години, проведені за мольбертом були кращими годинами в його житті.
Ця вражаюча пристрасть множилася жагою до життя.
Бажбеук-Меліков був суворим суддею свого мистецтва, у результаті чого ним же самим було знищено близько тисячі своїх робіт.  Він залишив близько двохсот творів.
Нехтуючи життєвими негараздами, Бажбеук-Меліков пронесе вірність своєму яскравому і своєрідному мистецтву до кінця життя. Всі прагнення художника — це оспівування краси жінки.
Його живопис вражає своєю емоційністю, темпераментом, а в останні двадцять років життя радістю.
Освітлення фігур довільне, а джерело світла — невідоме. Створюється враження незвичайної «самосвітності» і фантастичної нереальності.
Мистецтво Бажбеук-Мелікова не знало перерв, було весь час на підйомі. Навіть будучи тяжко хворим, художник створював твори, вражають не тільки майстерністю, але і дивовижною свіжістю.

## Родина
- Перша дружина — Нектар. Дочка: Лавінія.
- Друга дружина — Лідія Мешкорудникова. Дочка: Зулейка. Син: Вазген.[7]